# Lasioglossum apristum
Lasioglossum apristum är en biart som först beskrevs av Joseph Vachal 1903.  Lasioglossum apristum ingår i släktet smalbin, och familjen vägbin. Inga underarter finns listade i Catalogue of Life.